# André Kana-Biyik
André Kana-Biyik, född 1 september 1965 i Sackbayéné, är en kameruansk före detta fotbollsspelare. Kana-Biyik representerade Kamerun vid VM 1990 och 1994 och vid Afrikanska mästerskapet 1992.
André Kana-Biyiks son Jean-Armel Kana-Biyik är också professionell fotbollsspelare och har representerat både Frankrike, på U21-nivå, och Kamerun.